# Aborto en Sinaloa
La Interrupción Legal del Embarazo en Sinaloa refiere al status legal que tiene la llamada ILE en ese estado mexicano, donde el aborto inducido está totalmente despenalizado y legalizado desde marzo de 2022 a petición de cualquier mujer o persona gestante en la entidad hasta las trece semanas de embarazo; además de las causales de violación, imprudencial, peligro de muerte, daño a la salud, alteración al producto y fecundación asistida indebida. Igualmente, el procedimiento puede realizarse si el gestante no tuvo conocimiento de su embarazo por algún trastorno ginecológico.
Sinaloa es la octava entidad federativa en México en despenalizar y legalizar el aborto, y la cuarta en armonizar sus leyes desde las jurisprudencias de 2021 y 2023 de la Suprema Corte de Justicia de la Nación (acciones de inconstitucionalidad AI 148/2017, AI 106/2018, AI 107/2018 y AI 54/2018; amparo en revisión AR 267/2023).

## Marco normativo actual
|  |  |
|  |  |

### Regulación constitucional
| Artículo  | Concepto                                          | Descripción |
| --------- | ------------------------------------------------- | --- |
| 4.º Bis A | Título I Bis. De los Derechos Humanos. Párrafo I. | Toda persona tiene derecho a que se respete su vida. El Estado tutela el derecho a la vida respetando en todo momento la dignidad de las personas. |

### Regulación penal
| Artículo | Concepto                        | Descripción |
| -------- | ------------------------------- | --- |
| 154.º    | Definición de aborto            | Después de la semana 13 de gestación la cual inicia después de la implantación del embrión en el endometrio. |
| 155.º    | Definición de persona gestante  | Quien tiene una identidad de género diversa a la de mujer y su cuerpo posee la capacidad de gestar. |
| 155.º    | Sanciones por aborto consentido | Gestante: amonestación privada y de 1 a 3 meses de medidas integrales. Para determinar la medida integral, el juzgador deberá considerar las circunstancias de la mujer o persona gestante mediante dictámenes emitidos por peritos especializados. Colaborador: 20 a 50 días de trabajo comunitario o multa de 200 a 700 días. Solo cuando es consumado y después del límite legal. |
| 156.º    | Definición de aborto forzado    | Interrupción del embarazo sin consentimiento de la mujer o la persona gestante en cualquier momento de la gestación. |
| 156.º    | Sanciones por aborto forzado    | En grado de tentativa. |
| 157.º    | Sanciones por aborto forzado    | 2 a 8 años de prisión (si la víctima pierde su aptitud reproductiva o si se emplea engaño o violencia física o moral aumenta de 3 a 9 años). |
| 157.º    | Sanciones por aborto forzado    | Suspensión profesional de 2 a 5 años además de las sanciones de cárcel correspondientes (personal de medicina, enfermería o matronería). |
| 158.º    | Causales del aborto legal       | Excluyentes de responsabilidad: I peligro de muerte y daño a la salud, II violación y fecundación asistida indebida, III imprudencial, IV alteración al producto, V trastorno ginecológico. |
| 158.º    | Causales del aborto legal       | En las fracciones II, IV y V el personal de los servicios de salud debe brindar a la o al paciente información objetiva, oportuna, suficiente y veraz sobre las consecuencias, efectos, procedimientos y riesgos; así como de las alternativas y apoyos existentes, para que la o el gestante pueda tomar una decisión de manera informada, libre y responsable. Por otro lado, en la fracción II no es necesaria denuncia previa ante el Ministerio Público. Así mismo, en las fracciones I, IV y V se necesita el juicio de dos profesionales de la medicina. Igualmente, en la fracción IV no es necesaria el consentimiento del gestante cuando se encuentra imposibilitado por lo que lo otorgará la persona legalmente facultada para ello. Mientras que en la fracción V el desorden debió haber impedido a la o el gestante darse cuenta de su embarazo. |
| 158.º    | Causales del aborto legal       | El personal médico que practique o participe en el procedimiento siempre deberá notificar a la autoridad competente. |

### Regulación de salud
| Artículo   | Concepto | Descripción |
| ---------- | --- | --- |
| 4.º Bis 2  | Título Primero. Disposiciones Generales. Capítulo I. De los Objetivos de la Ley.                                          | Las instituciones privadas, públicas y sociales que operen en el estado deben proveer servicios de interrupción del embarazo en condiciones de calidad y salubridad que garanticen la dignidad humana. En las instituciones públicas de salud será accesible, confidencial, expedito, gratuito, seguro, no discriminatorio y en condiciones de calidad. |
| 26.º       | Título Tercero. Servicios de Salud. Capítulo I. Disposiciones Comunes. Párrafo VI.                                        | La interrupción del embarazo se considera un servicio básico que forma parte del derecho a la protección de la salud. |
| 33.º       | Título Tercero. Servicios de Salud. Capítulo III. De la Educación para la Salud. Párrafo III.                             | La educación para la salud incluye la capacitación y orientación de la población sobre la interrupción del embarazo. |
| 75.º       | Título Quinto. Prestación de los Servicios de Salud. Capítulo I. Disposiciones Comunes. Párrafo II.                       | Es obligatoria la prestación de servicios de atención médica para mujeres y personas gestantes que soliciten la interrupción del embarazo en los términos del Código Penal. La atención será expedita con criterios de calidad, eficacia, gratuidad y resolutividad sin importar si las y los gestantes cuentan con algún otro seguro de salud público o privado.                                                                                          |
| 84.º       | Título Quinto. Prestación de los Servicios de Salud. Capítulo III. De los Servicios de Planificación Familiar. Párrafo I. | Los servicios de planificación familiar comprenden la promoción del desarrollo de programas de comunicación educativa sobre interrupción del embarazo con base en objetivos y estrategias que establezcan los consejos federal y estatal de población. |
| 86.º Bis   | Título Quinto. Prestación de los Servicios de Salud. Capítulo III Bis. De la Interrupción del Embarazo. Título Primero.   | En las instituciones públicas de salud se procederá en condiciones de calidad, de manera gratuita según las causales y supuestos del Código Penal. |
| 86.º Bis   | Título Quinto. Prestación de los Servicios de Salud. Capítulo III Bis. De la Interrupción del Embarazo. Título Primero.   | Las disposiciones contenidas en la NOM-046-SSA2-2005 son de aplicación obligatoria para las instituciones públicas y privadas teniendo la obligación de dar aviso a las autoridades competentes sobre alguna agresión sexual. |
| 86.º Bis   | Título Quinto. Prestación de los Servicios de Salud. Capítulo III Bis. De la Interrupción del Embarazo. Título Primero.   | Se otorgarán servicios de consejería médica, psicológica y social con información oportuna y veraz para que las y los solicitantes conozcan sus derechos y opciones. |
| 86.º Bis   | Título Quinto. Prestación de los Servicios de Salud. Capítulo III Bis. De la Interrupción del Embarazo. Título Primero.   | El procedimiento deberá efectuarse con toda oportunidad. |
| 86.º Bis   | Título Quinto. Prestación de los Servicios de Salud. Capítulo III Bis. De la Interrupción del Embarazo. Título Primero.   | Se considera una urgencia cuando la demora es peligrosa para preservar la vida o la salud de la mujer embarazada o persona gestante, el embarazo es resultado de violencia sexual, esté próximo a vencer el plazo legal. |
| 86.º Bis   | Título Quinto. Prestación de los Servicios de Salud. Capítulo III Bis. De la Interrupción del Embarazo. Título Primero.   | Las instituciones públicas atenderán a las y los pacientes sin condicionamiento alguno y de manera universal, sin importar si las y los gestantes cuentan con algún otro seguro de salud público o privado. |
| 86.º Bis   | Título Quinto. Prestación de los Servicios de Salud. Capítulo III Bis. De la Interrupción del Embarazo. Título Primero.   | Se ofrecerán, posterior al procedimiento, servicios de planificación familiar y de salud psicológica, reproductiva y sexual; si las mujeres y las personas gestantes así lo desean. |
| 86.º Bis 1 | Título Quinto. Prestación de los Servicios de Salud. Capítulo III Bis. De la Interrupción del Embarazo. Título Primero.   | El personal de los servicios de salud debe brindar a la o al paciente, en todo momento, información objetiva, oportuna, suficiente y veraz sobre las consecuencias, efectos, procedimientos y riesgos; así como de las alternativas y apoyos existentes, para que la o el gestante pueda tomar una decisión de manera informada, libre y responsable. |
| 86.º Bis 2 | Título Quinto. Prestación de los Servicios de Salud. Capítulo III Bis. De la Interrupción del Embarazo. Título Primero.   | El personal médico o de enfermería de instituciones públicas o privadas que se declaren objetores de conciencia, tendrán la obligación y responsabilidad de referir a la o el paciente, de inmediato y sin mayor demora o trámite, con su superior jerárquico o con personal no objetor. |
| 86.º Bis 2 | Título Quinto. Prestación de los Servicios de Salud. Capítulo III Bis. De la Interrupción del Embarazo. Título Primero.   | No puede invocarse la objeción de consciencia cuando el procedimiento debe realizarse con urgencia, cuando su ejercicio implique una carga desproporcionada para las o los pacientes o los siguientes casos: |
| 86.º Bis 2 | Título Quinto. Prestación de los Servicios de Salud. Capítulo III Bis. De la Interrupción del Embarazo. Título Primero.   | I. Cuando la negativa o postergación del servicio implique riesgo para la salud o la agravación de dicho riesgo. |
| 86.º Bis 2 | Título Quinto. Prestación de los Servicios de Salud. Capítulo III Bis. De la Interrupción del Embarazo. Título Primero.   | II. Cuando la negativa o postergación del servicio pueda producir daño, agravación del daño, secuelas o discapacidades. |
| 86.º Bis 2 | Título Quinto. Prestación de los Servicios de Salud. Capítulo III Bis. De la Interrupción del Embarazo. Título Primero.   | III. Cuando la negativa del servicio resulte en prolongar el sufrimiento del paciente o signifique para ésta o éste un suplicio o carga desproporcionada. |
| 86.º Bis 2 | Título Quinto. Prestación de los Servicios de Salud. Capítulo III Bis. De la Interrupción del Embarazo. Título Primero.   | IV. Cuando no haya alternativa viable y accesible para brindar el servicio de salud requerido a la o el paciente en condiciones de calidad y oportunidad por razones de distancia, falta de disponibilidad de personal no objetor o algún otro inconveniente. |
| 86.º Bis 2 | Título Quinto. Prestación de los Servicios de Salud. Capítulo III Bis. De la Interrupción del Embarazo. Título Primero.   | V. Cuando esté próximo a vencer el plazo legal. |
| 86.º Bis 2 | Título Quinto. Prestación de los Servicios de Salud. Capítulo III Bis. De la Interrupción del Embarazo. Título Primero.   | Todas las instituciones públicas de salud deben contar, de manera permanente, con personal no objetor para prestar, de manera oportuna, el servicio. Deberán asegurar que se preste la atención médica en la mejor de las condiciones posibles, sin comprometer la salud ni la vida de la o el solicitante, y sin que el ejercicio de la objeción de conciencia suponga una carga excesiva o desproporcionada en detrimento de las personas beneficiarias. |
| 86.º Bis 2 | Título Quinto. Prestación de los Servicios de Salud. Capítulo III Bis. De la Interrupción del Embarazo. Título Primero.   | El ejercicio de la objeción de conciencia no derivará en ningún tipo de discriminación laboral. |
| 235.º Bis  | Título Décimo Tercero. Salubridad Local. Capítulo X. De los Reclusorios. Párrafo II.                                      | Deben facilitar, bajo consentimiento informado, el acceso oportuno a anticoncepción de emergencia e interrupción del embarazo. |

### Regulación civil
| Artículo | Concepto                                                           | Descripción                                                                                            |
| -------- | ------------------------------------------------------------------ | --- |
| 22.º     | Libro primero. De las personas. Título I. De las personas físicas. | La capacidad jurídica de las personas físicas se adquiere por el nacimiento y se pierde por la muerte. |

| Artículo | Concepto | Descripción |
| -------- | --- | --- |
| 10.º     | Libro primero. De las Personas Físicas y Familia. Título Primero. De las Personas Naturales. Capítulo I. Disposiciones Generales. | La capacidad jurídica de las personas naturales es igual para todas las personas.Ésta se adquiere por el nacimiento y se extingue por la muerte. |

### Regulación contra la violencia sexual
| Artículo | Concepto | Descripción |
| -------- | --- | --- |
| 11.º     | Título Primero. Disposiciones Preliminares. Capítulo Único. Disposiciones Generales. Párrafo VI.                                                                                  | Se entiende como violencia contra los derechos reproductivos el limitar el acceso o vulnerar el derecho de las mujeres o personas gestantes a servicios de interrupción del embarazo seguro y legal. |
| 35.º     | Título Tercero. Del Sistema Estatal para Prevenir, Atender, Sancionar y Erradicar la Violencia Contras las Mujeres. Capítulo III. De la Distribución de Competencias. Párrafo IX. | Corresponderá a la Secretaría de Educación Pública y Cultura diseñar y difundir materiales educativos con información sobre los derechos sexuales y reproductivos.                                   |
| 36.º     | Título Tercero. Del Sistema Estatal para Prevenir, Atender, Sancionar y Erradicar la Violencia Contras las Mujeres. Capítulo III. De la Distribución de Competencias. Párrafo II. | Corresponde a la Secretaría de Salud erradicar del personal de los servicios de salud, cualquier prejuicio que evite el ejercicio de los derechos sexuales y reproductivos.                          |

## Historia

### Despenalización y legalización
En febrero de 2022, durante la LXIV legislatura del Congreso del Estado de Sinaloa, se ingresó para consideración el dictamen 79 para despenalizar y legalizar el aborto electivo hasta el primer trimestre de embarazo a través de una reforma al Código Penal para el Estado de Sinaloa, la Ley de Salud del Estado de Sinaloa, el Código Civil para el Estado de Sinaloa, el Código Familiar del Estado de Sinaloa y la Ley de Acceso de las Mujeres a una Vida Libre de Violencia para el Estado de Sinaloa. El sufragio fue nominal por lo que se hizo registrando la identidad de las y los legisladores en las actas de sesión de ese día. Fue aprobado el 8 de marzo del mismo año (durante el Día Internacional de la Mujer) por el Pleno con 28 legisladores. Los cambios fueron finalmente publicados con el decreto número 79 en el Periódico Oficial, sin ninguna objeción por parte del gobernador Rubén Rocha Moya, el día 11 de marzo para entrar en vigor un día después.
| Fecha de ingreso:                     | 25 de febrero de 2022                                                                 |
| Promotores/as:                        | Diputadas y diputados del Movimiento de Regeneración Nacional                         |
| Comisiones revisoras:                 | De Derechos Humanos y de Salud y Asistencia Social, de Género y Familia y de Igualdad |
| Fecha de votación en el pleno:        | 8 de marzo de 2022                                                                    |
| Resultado de la votación en el pleno: | 28 a favor. 2 en contra. 10 abstenciones.                                             |

| Partido                              | A favor | En contra | Abstención |
| ------------------------------------ | ------- | --------- | ---------- |
| Movimiento Ciudadano                 | 1       | -         | -          |
| Movimiento de Regeneración Nacional  | 20      | -         | -          |
| Partido Acción Nacional              | -       | 1         | 1          |
| Partido Sinaloense                   | -       | -         | 8          |
| Partido Revolucionario Institucional | 6       | 1         | 1          |
| Partido del Trabajo                  | 1       | -         | -          |
| Total                                | 28      | 2         | 10         |

| Artículo                                                   | Antes de la reforma | Despues de la reforma |
| ---------------------------------------------------------- | --- | --- |
| Código Penal                                               | | |
| 28.º                                                       | No existía el concepto. | Se modifica el párrafo VII para incluir amonestación. |
| 60.º bis                                                   | No existía el artículo. | Define la pena de amonestación. |
| 61.º                                                       | No existía el concepto. | Se modifica el párrafo VI para incluir medidas integrales. |
| 69.º bis                                                   | No existía el artículo. | Define las medidas de seguridad de medidas integrales. |
| 154.º                                                      | Definición de aborto: Muerte del producto de la concepción en cualquier momento del embarazo. | Interrupción del embarazo después de la décima tercera semana de gestación. |
| 155.º                                                      | Sanciones por aborto consentido, gestante: 6 meses a 3 años de prisión. | Gestante: amonestación privada y de 1 a 3 meses de medidas integrales. Colaborador: 20 a 50 días de trabajo comunitario y de 200 a 700 días de multa. Solo cuando es consumado y después del límite legal.                                                           |
| 155.º                                                      | No existía el párrafo. | El o la juzgador/a debe incluir perspectiva de género. |
| 155.º                                                      | No existía el concepto. | Definición de persona gestante. |
| 156.º                                                      | Sanciones por aborto consentido, colaborador/a: 1 a 3 años de prisión. | Definición de aborto forzado. En grado de tentativa. |
| 156.º                                                      | Sanciones por aborto forzado: 3 a 6 años de prisión (si se emplea violencia física o moral aumenta de 6 a 8 años de prisión). | Definición de aborto forzado. En grado de tentativa. |
| 157.º                                                      | Suspensión profesional del personal de medicina, enfermería o matronería: 2 a 5 años. | Sanciones por aborto forzado: 2 a 8 años de prisión (si se emplea violencia física o moral, engaño o pérdida de aptitud/capacidad reproductiva aumenta de 3 a 9 años de prisión).                                                                                    |
| 157.º                                                      | Suspensión profesional del personal de medicina, enfermería o matronería: 2 a 5 años. | Suspensión profesional del personal de medicina, enfermería o matronería: 2 a 5 años. Sólo por aborto forzado. |
| 158.º                                                      | No punibilidad en: I peligro de muerte y daño a la salud (dos profesionales de la medicina), II violación y fecundación asistida indebida, III imprudencial. | Excluyentes de responsabilidad en: I peligro de muerte y daño a la salud (dos profesionales de la medicina), II violación y fecundación asistida indebida, III imprudencial, IV alteración al producto (dos profesionales de la medicina), V trastorno ginecológico. |
| Ley de Salud                                               | | |
| 4.º bis 2                                                  | No existía el artículo. | Se autorizan los servicios de interrupción del embarazo (gratuitos, confidenciales, seguros, en condiciones de calidad, expeditos y sin discriminación) en todas las instituciones de salud (públicas o privadas).                                                   |
| 26.º                                                       | No existía el concepto. | Se modifica el párrafo VI para incluir interrupción del embarazo como derecho a la protección de la salud y servicio básico de salud. |
| 33.º                                                       | No existía el concepto. | Se modifica el párrafo III para incluir educación, capacitación y orientación sobre la interrupción del embarazo. |
| 75.º                                                       | No existía el concepto. | Se modifica el párrafo II para incluir universalidad a los servicios de interrupción del embarazo en instituciones públicas de salud (sin importar la derechohabiencia de las y los usuarias/os).                                                                    |
| 77.º                                                       | No existía el concepto. | Se modifica el párrafo I para incluir cuidados psicológicos a la atención materno-infantil. |
| 84.º                                                       | No existía el concepto. | Se modifica el párrafo I para incluir interrupción del embarazo en los programas educativos de los servicios de planificación familiar. |
| 86.º bis                                                   | No existía el capítulo | Procedimientos gratuitos y de calidad en instituciones públicas de salud. |
| 86.º bis                                                   | No existía el capítulo | NOM-046-SSA2-2005 es obligatoria. |
| 86.º bis                                                   | No existía el capítulo | Servicios de consejería médica, psicológica y social con información veraz y oportuna sobre opciones y derechos. |
| 86.º bis                                                   | No existía el capítulo | Temporalidad: procedimiento debe efectuarse con toda oportunidad. |
| 86.º bis                                                   | No existía el capítulo | Se deben considerar como emergencias: peligro de muerte o para la salud de la o el usuaria/o, embarazo por violación o inseminación artificial indebida o plazo legal inminente a vencer.                                                                            |
| 86.º bis                                                   | No existía el capítulo | Universalidad en instituciones públicas de salud, sin importar la derechohabiencia de las o los pacientes. |
| 86.º bis                                                   | No existía el capítulo | Servicios de salud sexual, reproductiva, psicológica y de planificación familiar después de haber realizado el procedimiento. |
| 86.º bis 1                                                 | No existía el capítulo | Se añade al párrafo I la interrupción del embarazo a los programas educativos de los servicios de planificación familiar. |
| 86.º bis 2                                                 | No existía el capítulo | Definición y límites a la objeción de consciencia: |
| 86.º bis 2                                                 | No existía el capítulo | Referir a la o el paciente de inmediato y sin mayor demora con superior jerárquico o personal no objetor. |
| 86.º bis 2                                                 | No existía el capítulo | No se puede invocar cuando hay riesgo/daño para la salud o su agravación, secuelas o discapacidades, sufrimiento o suplicio, falta de alternativas viables y accesibles o de disponibilidad de personal no objetor, vencimiento inminente del plazo legal.           |
| 86.º bis 2                                                 | No existía el capítulo | Todas las instituciones públicas de salud deben contar, de manera permanente, con personal no objetor. |
| 86.º bis 2                                                 | No existía el capítulo | El personal objetor no puede ser discriminado. |
| 235.º bis                                                  | No existía el artículo. | Reclusorios deben facilitar anticoncepción de emergencia e interrupción del embarazo. |
| Código Civil                                               | | |
| 22.º                                                       | Capacidad jurídica de las personas física: desde el nacimiento hasta la muerte, pero desde la concepción se considera al individuo como nacido para los efectos declarados en el Código.                                                                                 | Sólo desde el nacimiento hasta la muerte. |
| Código Familiar                                            | | |
| 10.º                                                       | Capacidad jurídica de las personas naturales: igual para hombres y mujeres. Desde el nacimiento hasta la muerte, pero desde la concepción el individuo entra bajo la protección de la ley. Los efectos declarados en el Código sólo podrán hacerse valer si nace viable. | Sólo desde el nacimiento hasta la muerte e igual para todas las personas. |
| Ley de Acceso de las Mujeres a una Vida Libre de Violencia | | |
| 11.º                                                       | No existían los conceptos. | Se modifica el párrafo V para incluir violencia sexual. |
| 11.º                                                       | No existían los conceptos. | Se modifica el párrafo VI para incluir violencia contra los derechos reproductivos. |
| 35.º                                                       | No existían los conceptos. | Se modifica el párrafo IX para incluir derechos sexuales y reproductivos al diseño y difusión de los materiales educativos. |
| 36.º                                                       | No existía el concepto. | Se modifica el párrafo II para incluir la erradicación de los prejuicios contra los derechos sexuales por parte del personal de los servicios de salud. |

### Enmienda constitucional
En septiembre de 2018 (durante el Día de Acción Global por el Acceso al Aborto Legal y Seguro), la LXII legislatura del Congreso local aprobó una reforma al párrafo I del artículo 4.º Bis A de la Constitución Política del Estado de Sinaloa para dotar de personalidad jurídica plena a los productos de la gestación desde el momento de la concepción. Esta entidad fue la decimoctava en el país en admitir este tipo de preceptos surgidos de la ola antiderechos que se desató en varios congresos locales para repudiar la despenalización y legalización del aborto consentido que se dio en el entonces Distrito Federal en 2007. El proyecto se aprobó con 32 votos a favor, en su mayoría del Partido Acción Nacional (PAN, partido que suele clasificarse como derecha conservadora en el espectro político mexicano), Partido Revolucionario Institucional (PRI, partido que suele clasificarse como centro ya que ha aglutinado facciones socialdemócratas y neoliberales del espectro político mexicano) y Partido Sinaloense (PAS, partido local que también suele clasificarse como centro). Es por eso que tanto el bloque parlamentario del Movimiento de Regeneración Nacional (Morena, partido mayoritario en el congreso local que suele clasificarse como izquierda populista en el espectro político mexicano) como la Comisión Nacional de los Derechos Humanos (CNDH) promovieron sendas acciones de inconstitucionalidad ante la SCJN en este mismo año. La discusión fue llevada al Pleno donde se asignó al ministro Alfredo Gutiérrez Ortiz Mena como autor del proyecto, con los expedientes AI 106/2018 y AI 107/2018.
El proyecto fue resuelto por unanimidad el 9 de septiembre de 2021, cuando 10 de los 11 ministros declararon la invalidez. Se decidió entonces que ese candado a la vida en gestación era totalmente inválido, inconstitucional, desproporcionado y sin ningún sustento pues para nada se protegía derecho alguno. Al contrario, además de generar incertidumbre jurídica, atentaba contra los derechos de las mujeres a la salud, a la dignidad humana, a la privacidad y al libre desarrollo de su personalidad; así como sus libertades reproductivas y sexuales.
Finalmente, también en febrero de 2022, durante la LXIV legislatura del Congreso local, se ingresó para consideración un dictamen para reformar aquel artículo. El sufragio fue nominal por lo que se hizo registrando la identidad de las y los legisladores en las actas de sesión de ese día. Fue aprobado el 9 de marzo del mismo año (un día después del Día Internacional de la Mujer) por el Pleno con 35 legisladores. Posteriormente, fue ratificada por la mayoría de los 18 municipios de la entidad por lo que los cambios fueron finalmente publicados con el decreto número 81 en el Periódico Oficial, sin ninguna objeción por parte del gobernador Rubén Rocha Moya, el día 8 de abril para entrar en vigor un día después.
| Fecha de ingreso:                     | 25 de febrero de 2022                                         |
| Promotores/as:                        | Diputadas y diputados del Movimiento de Regeneración Nacional |
| Comisiones revisoras:                 | Puntos Constitucionales y Gobernación                         |
| Fecha de votación en el pleno:        | 9 de marzo de 2022                                            |
| Resultado de la votación en el pleno: | 35 a favor. 1 en contra. 4 abstenciones.                      |

| Partido                              | A favor | En contra | Abstención |
| ------------------------------------ | ------- | --------- | ---------- |
| Movimiento Ciudadano                 | 1       | -         | -          |
| Movimiento de Regeneración Nacional  | 18      | -         | 2          |
| Partido Acción Nacional              | 2       | -         | -          |
| Partido Sinaloense                   | 6       | -         | 2          |
| Partido Revolucionario Institucional | 7       | 1         | -          |
| Partido del Trabajo                  | 1       | -         | -          |
| Total                                | 35      | 1         | 4          |

La reforma, para que fuera constitucional, consistía en quitar el término "desde la fecundación" ya que la SCJN determinó a través de las acciones de inconstitucionalidad AI 106/2018 y AI 107/2018 que no se puede dotar de personalidad jurídica plena a los embriones y fetos. Aunque sí cuentan con ciertas protecciones, estas son mínimas al inicio del embarazo y van aumentando conforme al desarrollo de este. Es decir, las garantías que pudieran tener esos productos de la concepción nunca podrán desconocer o estar por encima de los derechos y libertades de las personas nacidas; las prerrogativas de los primeros nunca deben impedir que los segundos puedan ejercer las suyas. De hecho, la vida en gestación se defiende a través de la vida y bienestar de las mujeres y las personas gestantes a través de la continuidad en sus embarazos siempre que estos sean deseados: asegurando atención prenatal, proveyendo partos saludables y abatiendo la mortalidad materna (entre otros). Únicamente la Constitución Política de los Estados Unidos Mexicanos, a través del Congreso de la Unión, está autorizada a definir de manera explícita cuando inicia la vida humana y cuando alguien se considera persona con plena titularidad de los derechos humanos, sin embargo esto nunca ha sucedido.
Además, si bien en algunos tratados internacionales que México ha firmado y ratificado se habla de un "derecho a la vida" (Convención Americana sobre Derechos Humanos, Pacto Internacional de Derechos Civiles y Políticos), existen diversas acotaciones tanto del Estado mexicano (Declaración interpretativa de 1981) como de instituciones internacionales de defensa de los derechos humanos (Comisión Interamericana de Derechos Humanos con la Resolución No. 23/81 al caso 2141-"Baby Boy" y el Comité de Derechos Humanos de Naciones Unidas con la Observación General No. 6) que señalan que estos documentos no deben entenderse de manera coercitiva con prohibiciones al aborto legal y electivo que pongan en riesgo la salud y la vida de las mujeres y personas gestantes. Es más, la protección de este derecho exige que los países adopten medidas positivas sobre la interrupción del embarazo. Cada país puede establecer en su legislación que la vida iniciaría desde el momento de la concepción, pero no es una obligación hacerlo y mucho menos se puede usar esto como pretexto para vulnerar los derechos sexuales y reproductivos de la ciudadanía.
| Artículo     | Antes de la reforma | Despues de la reforma |
| ------------ | --- | --- |
| Constitución | | |
| 4.º bis A    | Toda persona tiene derecho a que se respete su vida. El Estado tutela el derecho a la vida desde el momento en que un individuo es concebido, entra bajo la protección de la Ley correspondiente, hasta su muerte, respetando en todo momento la dignidad de las personas. | Toda persona tiene derecho a que se respete su vida. El Estado tutela el derecho a la vida respetando en todo momento la dignidad de las personas. |

## Debate
Al igual que en otras entidades en el país, hasta ahora, los grupos conservadores y religiosos en el estado no han respondido de manera tan agresiva, virulenta o estridente. En primer lugar, la diócesis de Culiacán, a través de una carta abierta, comunicó que los 28 diputados y diputadas locales que apoyaron la reforma se les negaría la comunión y podrían ser hasta expulsados. La jerarquía católica local argumentó que estas personas "violaron la ley moral", lo que en México no tiene ningún valor ya que existe un estricto secularismo desde 1857.
Debido a que los legisladores locales afectados respaldaron su decisión en los derechos humanos y la separación de la Iglesia y el Estado que garantiza la Constitución Política de los Estados Unidos Mexicanos, el tono de enfado de esa diócesis aumentó, y como si se tratara de una búsqueda oficial de delincuentes o de desaparecidos (en uno de los estados más lacerados por la violencia de los cárteles del narcotráfico) esa organización religiosa publicó en sus redes sociales las fotografías e identidad de los diputados y diputadas locales que votaron a favor.
Por su parte, la Arquidiócesis Primada de México manifestó, en su semanario "Desde la fe", estar muy consternada y preocupada ya que, de acuerdo a ellos, esto no puede festejarse como un triunfo. Para la Iglesia Católica esto refleja miopía e "ideologización" de los derechos humanos ya que las clínicas que practican estos procedimientos quieren "convertir la muerte de un ser humano en un gran negocio". Sin embargo, su postura termina siendo demasiado ambigua ya que aseguran que no quieren ver mujeres en la cárcel (que es lo que justamente ha sucedido en todo el país previo a la despenalización y legalización del aborto).
Al parecer todas esas acciones han sido más bien estériles ya que una gran parte de la sociedad mexicana ha criticado la posición que ha asumido Iglesia Católica, que ellos califican de hipócrita, ante el poder y dinero del narcotráfico, así como los escándalos sexuales en los que una parte de los ministros de culto se han visto envueltos. Por ejemplo, el 18 de febrero de 2020, la periodista Dolia Estévez hizo público la boda en la Catedral de Culiacán de una hija del narcotraficante Joaquín "El Chapo" Guzmán con otro descendiente de otra "narcodinastía" mexicana. Ante el escándalo, que llegó a conocerse por la misma DEA y el entonces embajador de los Estados Unidos, Christopher Landau (quien también es católico), la jerarquía eclesiástica en la Ciudad de México simplemente guardó una vez más silencio. Esta vez, no hubo ninguna excomunión.

## Datos

### Estadísticas
Hasta la fecha y al igual que las otras entidades, a excepción de la CDMX, tanto la secretaría de salud como los servicios de salud del estado (SSS) aún no pública, de manera accesible y constante, información sobre el número de procedimientos (totales, por año o por unidad de atención), sobre las usuarias o los usuarios (procedencia, edad, nivel educativo, estado civil, ocupación, número de hijos o semanas de gestación) o sobre el tipo de procedimiento.
Únicamente, por datos obtenidos mediante solicitudes de transparencia elaboradas por el Grupo de Información en Reproducción Elegida, se sabe que hasta enero de 2023 sólo se han realizado 384 procedimientos.

### Unidades, procedimientos y requisitos
Hasta la fecha y al igual que las otras entidades, a excepción de la CDMX, tanto la secretaría de salud como los servicios de salud del estado (SSS) aún no ha facilitado la información sobre procedimientos, requisitos o unidades de atención.
Según el Directorio de Servicios de Aborto Seguro, programa federal a cargo del Centro Nacional de Equidad de Género y Salud Reproductiva (CNEGSR), existen 3 unidades (hospitales o clínicas) pertenecientes al sistema de salud local para atender los casos, los cuales son:
- Hospital de la Mujer, ubicado en la colonia Desarrollo Urbano Tres Ríos de la ciudad de Culiacán.
- Hospital General "Dr. Martiniano Carvajal", ubicado en la ciudad de Mazatlán.
- Hospital General Los Mochis, ubicado en la colonia Raúl Romanillo de la ciudad de Los Mochis.

Y 2 unidades (hospitales o clínicas) del ISSSTE, los cuales son:
- Hospital Regional "Dr. M. Cárdenas de la Vega", ubicado en la colonia 5 de Mayo de la ciudad de Culiacán.
- Clínica Médico Familiar Culiacán, ubicado en la colonia 5 de Mayo de la ciudad de Culiacán.

También se han instalado otras clínicas privadas en las principales ciudades de la entidad.
Como indica la guía federal del Lineamiento Técnico para la atención del Aborto Seguro en México (siguiendo los estándares de la Organización Mundial de la Salud), en la actualidad, el legrado uterino instrumental se considera obsoleto, nocivo y está totalmente desaconsejado. En su lugar, los protocolos federales sugieren dos abordajes para interrumpir embarazos de manera segura y de calidad, siempre y cuando se realicen bajo las condiciones médicas correctas y en un contexto de legalidad:
- Aborto farmacológico, con el uso de mifepristona y misoprostol por diferentes vías (vestibular, vaginal o sublingual) ya sea combinado (ambas sustancias) o de manera individual (misoprostol únicamente). Ambos medicamentos provocan dilatación del cérvix y contracciones uterinas que contribuyen a la expulsión de su contenido. La dosis y vía de administración del tratamiento depende de las semanas de gestación o del antecedente de cirugías uterinas previas. Se considera no invasivo por lo que no necesita de un antibiótico profiláctico (previo a la intervención). En el régimen combinado (comparado con el individual) el tiempo para la resolución del aborto es menor (en horas o días) y suele haber menos molestias posteriores. Su éxito terapéutico podría disminuir conforme aumenta la edad gestacional. Antes de la semana 10, el procedimiento puede realizarse total o parcialmente autogestionado y con una asesoría o vigilancia mínima (ya sea por prestador/a de servicios de salud o por colectiva de acompañamiento). En cambio, entre la semana 10 y 12 se requiere mayor seguimiento y vigilancia por el personal especializado. Está contraindicado en presencia de inestabilidad hemodinámica y sepsis.
- Aborto quirúrgico, a través de la succión del producto con la ayuda de instrumentación médica de operación manual o eléctrica (como cánulas, tubos o bombas). Sí precisa de antibiótico profiláctico (previo a la intervención), así como de bloqueo paracervical y analgésicos. Las molestias posteriores serían mínimas y la resolución del aborto es inmediata. También es conocido como aspiración endouterina y es la primera elección cuando hay presencia de inestabilidad hemodinámica y sepsis.

Al tratarse de procedimientos médicos, se tiene la posibilidad de presentar pequeñas molestias que pueden controlarse satisfactoriamente si se toman las medidas preventivas y se sigue fielmente las recomendaciones del personal especializado. Estas pueden ser dolor cólico y sangrado transvaginal, ligeramente mayor a lo experimentado en una menstruación. La intensidad de lo anterior disminuirá de manera progresiva, aunque podría continuar en menor cantidad y de manera esporádica durante las primeras 4 a 6 semanas. También se puede experimentar algo de fiebre en las primeras 24 horas, la cual cederá con la ingesta de antipiréticos. Así mismo, para evitar el riesgo de infección, se deberán tomar medidas de higiene vaginal y no se recomienda tener relaciones sexuales en un periodo aproximado de dos semanas.
Igualmente, existe una pequeña posibilidad, y bastante infrecuente, de experimentar algunos riesgos. De esta manera, la o el paciente deberá buscar atención médica inmediata ante los siguientes datos de alarma: ausencia de sangrado o cantidad mínima de este (sobre todo entre las primeras 4 a 6 horas posteriores ya que puede indicar fallo en el procedimiento o un embarazo ectópico), un sangrado persistente y progresivo (que empape más de dos toallas higiénicas por hora durante dos horas consecutivas), secreción fétida, debilidad, mareo, reacciones alérgicas a algún medicamento (como exantemas o edemas faciales o bucales), así como fiebre o malestar general después de las primeras 24 horas.
En el primer trimestre, los procedimientos siempre deberían ser ambulatorios, por lo que pueden realizarse en cualquier unidad de primer nivel (centros de salud o clínicas familiares). En el segundo trimestre se requeriría de atención intrahospitalaria, por lo que pueden realizarse en cualquier unidad de segundo nivel (hospitales generales o regionales).
Así mismo, el Lineamiento Técnico para la atención del Aborto Seguro en México hace hincapié en dos leyes federales fundamentales: la NOM-046-SSA2-2005 y la Ley General de Víctimas (LGV). Estas dos últimas normatividades señalan que para acceder a la Interrupción Voluntaria del Embarazo (en caso de violación) no se necesita presentar denuncia previa ante el Ministerio Público o contar con la autorización de éste. Debido al principio de buena fe, el único requisito es una solicitud por escrito bajo protesta de decir la verdad, en la que se manifiesta que dicho embarazo es producto de una violación. El personal de los servicios de salud no está obligado a verificar el dicho de las y los solicitantes. Las personas menores de 12 años requieren autorización de madre, padre, tutor o representante legal. En cambio, las y los menores de edad, pero mayores de 12 años ya no necesitan de aquel permiso (pueden tomar la decisión de manera autónoma). Finalmente, ni la LGV ni la NOM-046-SSA2-2005 establecen límites gestacionales para hacer valer el derecho al aborto cuando existe una agresión sexual. La misma SCJN ha emitido sentencias que validan todo lo anterior (amparos en revisión AR-601/2017, AR-1170/2017, AR-438/2020 y AR-438/2020; controversias constitucionales CC 53/2016 y CC 45/2016).
Finalmente y posterior a la consejería, las y los pacientes tendrían que llenar y firmar formatos sobre el consentimiento informado pues representa el principal instrumento jurídico y ético para que la persona sea dueña efectiva de sus decisiones, como corresponde a su dignidad y autonomía. A través de este documento, las personas usuarias del servicio otorgarán o no su autorización para cada uno de los procedimientos (como la modalidad de abordaje o el método anticonceptivo posterior), las posibles alternativas o los probables riesgos. Así mismo, las y los pacientes tienen el derecho y facultad de poder revocarlo si así lo quieren. En caso de personas con discapacidad transitoria o permanente, el consentimiento informado debería ser suscrito por el familiar más cercano o el tutor / representante legal. En casos extremos, cuando no exista acompañante y la persona usuaria cuenta con una discapacidad, el personal médico (previa valoración y con el acuerdo de por lo menos dos profesionales) podrían otorgar el consentimiento informado.